# George Karsten
George Karsten, född 3 november 1863 i Rostock, död 7 maj 1937 i Halle, var en tysk botaniker.
Karsten var professor vid universitetet i Halle 1909–1929. Han företog 1889 en forskningsresa till Nederländska Indien och utgav 1891 den stora ekologiskt-biologiska monografin Die Mangrovevegetation im Malaiischen Archipel. Karstens forskning omfattade även epifyternas biologi och organisation, gnetacéernas utvecklingshistoria, undersökningar över grönalger och kiselalger med mera samt på det fysiologiska området tillväxten och dess dagsperiodicitet. Karsten bearbetade Valdivia-expeditionens fytoplankton och utgav från 1905 dess i samarbete med August Schenk påbörjade växtgeografiska bildverk Vegetationsbilder.